# Рот (Нюрнберг)
Рот (нем. Roth) — город в Германии, районный центр, расположен в земле Бавария.
Подчинён административному округу Средняя Франкония. Входит в состав района Рот. Население составляет 24 417 человек (на 31 декабря 2010 года). Занимает площадь 96,25 км². Официальный код — 09 5 76 143.
Город подразделяется на 20 городских районов.

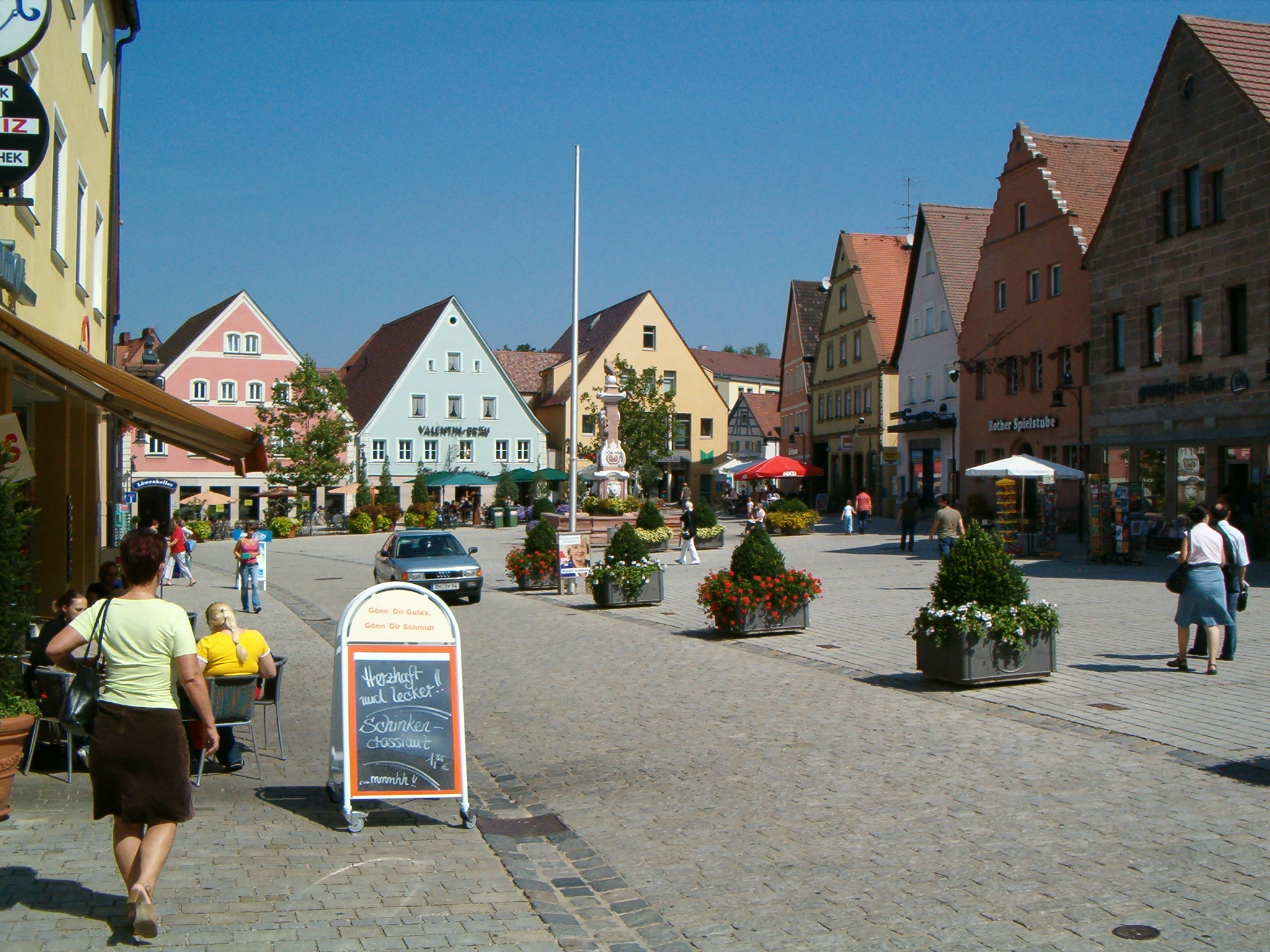
Рот (Нюрнберг)

## Население
По оценке на 31 декабря 2015 года население общины Рот составляет 24 819 чел. 

| Дата      | 1840 | 1871 | 1900 | 1925 | 1939 | 1950  | 1961  | 1970  | 1987  | 2011  |
| --------- | ---- | ---- | ---- | ---- | ---- | ----- | ----- | ----- | ----- | ----- |
| Население | 4890 | 5006 | 7137 | 8317 | 9556 | 13159 | 15355 | 17458 | 19807 | 24348 |

| Год       | 1960  | 1970  | 1980  | 1990  | 2000  | 2009  | 2010  | 2011  | 2012  | 2013  | 2014  | 2015  |
| --------- | ----- | ----- | ----- | ----- | ----- | ----- | ----- | ----- | ----- | ----- | ----- | ----- |
| Население | 15124 | 18159 | 21657 | 21737 | 24858 | 24499 | 24417 | 24279 | 24170 | 24339 | 24476 | 24819 |

## Достопримечательности
- Ратиборский замок